# Едмон Барафф
Едмон Барафф (фр. Edmond Baraffe; 19 жовтня 1942, Аннеллен — 19 квітня 2020) — французький футболіст, що грав на позиції нападника. По завершенні ігрової кар'єри — тренер.

## Клубна кар'єра
У дорослому футболі дебютував 1961 року виступами за команду клубу «Булонь», в якій провів один сезон, взявши участь у 13 матчах чемпіонату.
Протягом 1962—1963 років захищав кольори команди клубу «Ред Стар».
Своєю грою за останню команду привернув увагу представників тренерського штабу клубу «Тулуза», до складу якого приєднався 1963 року. Відіграв за команду з Тулузи наступні чотири сезони своєї ігрової кар'єри. Більшість часу, проведеного у складі «Тулузи», був основним гравцем атакувальної ланки команди. У складі «Тулузи» був одним з головних бомбардирів команди, маючи середню результативність на рівні 0,38 голу за гру першості.
Протягом 1967—1968 років знову захищав кольори команди клубу «Ред Стар».
1971 року уклав контракт з клубом «Лілль», у складі якого провів наступні два роки своєї кар'єри гравця. Граючи у складі «Лілля» також здебільшого виходив на поле в основному складі команди.
Завершив професійну ігрову кар'єру у нижчоліговому клубі «Камбре», за команду якого виступав протягом 1973—1974 років.

## Виступи за збірну
1964 року дебютував в офіційних матчах у складі національної збірної Франції. Протягом кар'єри у національній команді, яка тривала усього 3 роки, провів у формі головної команди країни лише 3 матчі.
У складі збірної був учасником чемпіонату світу 1966 року в Англії.

## Кар'єра тренера
Розпочав тренерську кар'єру відразу ж по завершенні кар'єри гравця, 1974 року, очоливши тренерський штаб клубу «Гавр».
В подальшому очолював команди клубів «Комп'єнь» та «Ле Туке-Парі-Пляж».
Останнім місцем тренерської роботи був клуб «Булонь», команду якого Едмон Барафф очолював як головний тренер до 1990 року.